# Virginie (Paul et Virginie)
Pour les articles homonymes, voir Virginie.

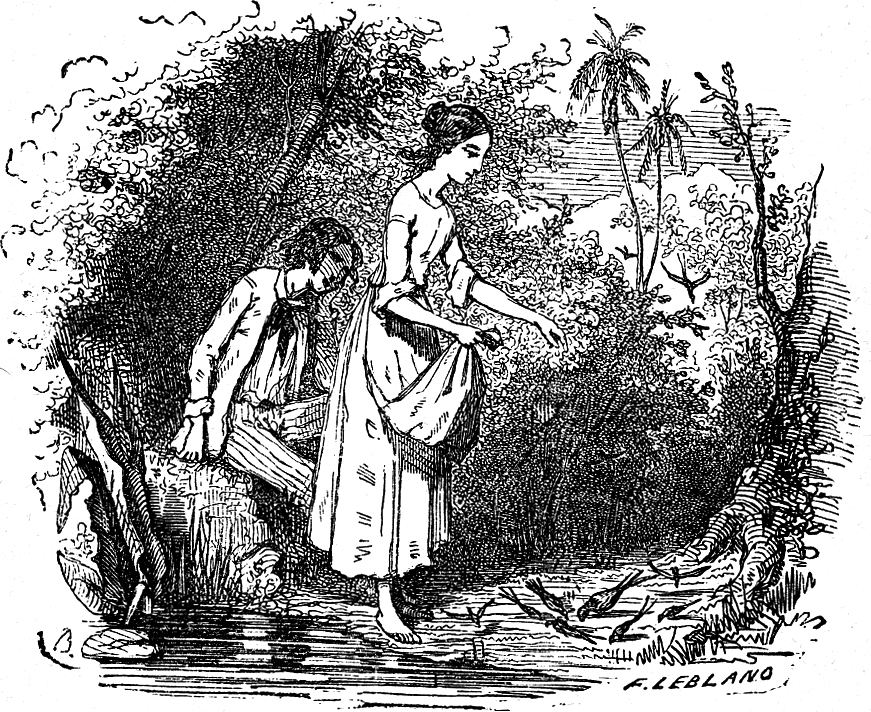
Virginie nourrissant des oiseaux sous les yeux de Paul dans une illustration du roman d'après les dessins de Bertall et Demarle.

Virginie de la Tour est un personnage fictif de Paul et Virginie, roman de l'homme de lettres français Jacques-Henri Bernardin de Saint-Pierre paru en 1788. Habitante de l'Île de France, elle est, avec Paul, héroïne et protagoniste de l'histoire. L'auteur la décrit comme « douce, modeste, confiante comme Ève ». Elle a été incarnée, entre autres, par Véronique Jannot dans le feuilleton télévisé Paul et Virginie et par Veronica Antico et Claire Keim dans la comédie musicale Paul et Virginie.